# Ommata melzeri
Ommata melzeri är en skalbaggsart som beskrevs av Dmytro Zajciw 1967. Ommata melzeri ingår i släktet Ommata och familjen långhorningar. Inga underarter finns listade i Catalogue of Life.